# تخت عليا
تخت عليا (بالفارسية: تخت علیا) هي منطقة سكنية تقع في تشارواماق الشرقية الريفية في إيران. يقدر عدد سكانها بـ 96 نسمة .